# Burl Ives
Burl Icle Ivanhoe Ives (født 14. juni 1909 i Hunt, Illinois, USA, død 14. april 1995 i Anacortes, Washington) var en amerikansk visesanger og skuespiller.
Han vandt en Oscar, i klassen bedste mandlige birolle, for sin rolle som "Rufus Hannassey" i filmen Det store land.
Ives vil også blive husket for rollen som "Big Daddy" i filmen Kat på et varmt bliktag (1958).